# Odontomachus infandus
Odontomachus infandus är en myrart som beskrevs av Smith 1858. Odontomachus infandus ingår i släktet Odontomachus och familjen myror. Inga underarter finns listade i Catalogue of Life.